# Glipa bicolor
Glipa bicolor is een keversoort uit de familie spartelkevers (Mordellidae).